# Уоллес, Дэвид Фостер
Дэ́вид Фо́стер Уо́ллес (англ. David Foster Wallace; 21 февраля 1962, Итака — 12 сентября 2008, Клермонт) — американский писатель, представитель «новой искренности», мыслитель, эссеист, автор нескольких романов и сборников рассказов. Широко известен стал после публикации романа «Бесконечная шутка»: журнал Time назвал эту книгу одним из 100 самых важных произведений на английском языке с 1923 по 2005 годы. Последнее произведение автора «Бледный король» (2011) вышло посмертно. В 2012 был выдвинут на Пулицеровскую премию (один из трёх кандидатов).

## Биография
Дэвид Фостер Уоллес родился 21 февраля 1962 года в Итаке, США. Через 2 года родилась его сестра Эми. Отец — Джеймс Дональд Уоллес, философ, профессор Иллинойского университета. Мать — Салли Джин Уоллес (в девичестве Фостер), преподаватель-англист, профессор Паркленд-колледжа в Шампейне. В 1996 году мать была названа Профессором года.
Дэвид учился в Шампейне, затем — в Урбане, в школе увлекался американским футболом, затем теннисом. Окончил Амхерстский колледж, в котором в своё время учился и его отец. В колледже изучал философию, английский язык и литературу, защитил диплом по модальной логике, отмеченный премией, а потом — по английскому языку и литературе. Оба диплома получили высокую оценку summa cum laude (1985). В 1987 году получил степень магистра изящных искусств (словесность) в Аризонском университете. С 2002 преподавал в Помона-колледже в Клермонте. В 2004 женился на художнице Карен Грин. Любил собак (у него было две), особенно собак с непростой судьбой, часто подбирал бездомных псов.
В течение многих лет испытывал тяжелые приступы депрессии, лечился различными средствами, включая электрошоковую терапию. После того как он начал испытывать серьёзные побочные эффекты от медикаментов, в июне 2007 года по совету врача перестал их принимать. Когда он вернулся к медикаментозным средствам, они уже утратили свою эффективность. В последние месяцы его депрессия усилилась. 12 сентября 2008 года покончил с собой (повесился).
В фильме «Конец тура» Уоллеса сыграл актёр Джейсон Сигел.

## Творчество
Уоллес всегда мечтал стать писателем. Он рассказывал своему другу Джонатану Франзену: «Когда в 1983 году я открыл для себя писательство, я обнаружил нечто, что давало мне комбинацию удовлетворения (морального/эстетического/экзистенциального и так далее), и почти генитального удовольствия, которые я не надеялся получить от чего-либо на свете». Тем не менее творческий кризис и хаотичный образ жизни привели Уоллеса в 27 лет к алкоголизму и необходимости лечиться от зависимости.
Он поддерживал эпистолярную дружбу с ныне известным писателем Джонатаном Франзеном, которому описывал свои сомнения и страхи. Однажды Франзен предложил встретиться лично, но Уоллес в последний момент отменил планы, сославшись на то, что опасается своего более успешного друга:
«В данный момент я жалкий и растерянный молодой человек, неудавшийся 28-летний писатель, так сильно ревнующий, так жгуче и болезненно завидующий тебе, Воллманну, и Марку Лейнеру и даже Дэвиду Е**чему Левитту, и любому парню, который сейчас пишет страницы, зарабатывая себе на жизнь, что я рассматриваю самоубийство осмысленным — если не сказать желанным — вариантом».
Франзен, как и возлюбленная Уоллеса того периода, Мэри Карр, пытался вдохновить и подбодрить Уоллеса. Он предложил Уоллесу сфокусироваться на том, что он может дать читателю. Год назад Уоллес уже отверг подобный совет друга, дав понять, что «писательство для меня — это разговор с чем-то Что Нельзя Назвать — Богом, Космосом, Единым Разумом, моя психологическая разгрузка. Я не чувствую даже намёка на обязательства перед существом, называемым ЧИТАТЕЛЬ». Впрочем, вслед за этим Уоллес передумал и решил глубже исследовать эту сторону творчества. В письме своему агенту Бонни Наделл, написанному между 1990—1991 годами, он умоляет не отказываться от него: «Я хочу быть писателем даже больше, чем в 1985. Не думай, что я сдался отчаянию или выгорел. Нет, я клянусь. Я пишу ежедневно, по графику. Я снова стану писателем или умру, пытаясь».
В этот же период Уоллес встречает поэтессу Мэри Карр. Безответная влюблённость и напряжённые отношения с этой женщиной вдохновляют его на написание романа «Бесконечная шутка». Это наиболее известное произведение Уоллеса.
Тысячестраничный роман «Бесконечная шутка» (1996) журнал Time включил в число ста лучших англоязычных романов XX века. Спустя 10 лет после выхода писатель Чад Харбах назвал работу Уоллеса «центральным американским романом за последние тридцать лет, звездой, вокруг которой должны вращаться другие планеты».
Критика видела в Уоллесе одного из наиболее интересных и перспективных американских прозаиков конца ХХ — начала XXI столетия. Выступал также как оригинальный эссеист («Всё и ещё больше: Краткая история бесконечности» (2003) и другие). Был лауреатом многочисленных премий, его романы, новеллы и эссе переведены на многие языки мира.

## Роман с Мэри Карр и критика личности
В биографической книге о жизни Уоллеса «Каждая история любви — это история о призраках: Жизнь Дэвида Фостера Уоллеса» (Every love story is a ghost story) писатель и штатный автор The New Yorker Д. Т. Макс приводит детали биографии, характеризующие Уоллеса как крайне неуравновешенного человека, который вел себя пренебрежительно и агрессивно с женщинами, а также множество раз имел сексуальные отношения со своими студентками. В книге Макса также отражена история навязчивой влюблённости Уоллеса в писательницу и поэтессу Мэри Карр в начале 1990-х. По мнению биографа Д. Т. Макса, знавшего Уоллеса лично, прославившая Дэвида книга «Бесконечная шутка» (1996) была вдохновлена «нездоровой страстью» к Мэри Карр и их постоянными разрывами: «Он пытался впечатлить её. Он хотел убедить её, что он прекрасный писатель». В 1992 Уоллес написал на полях одной из книг: «Ключ к 92 году — это то, что МК была самым важным. БШ просто способ довести её до финала, так сказать».

## Смерть
Дэвид Фостер Уоллес умер 12 сентября 2008 года, повесившись в собственном доме в Клермонте (штат Калифорния). Тело обнаружила его жена, которая и вызвала полицию. Как сообщили западные СМИ, Уоллес страдал депрессией более 20 лет, и, по словам его отца, Джеймса Дональда Уоллеса, самым кризисным моментом стали последние месяцы его жизни.

## Произведения

### Романы
- «Метла системы» / The Broom of the System (1987)
- «Бесконечная шутка» / Infinite Jest (1996)
- «Бледный король» / The Pale King (2011, посмертно, незавершён) — роман выдвигался на Пулитцеровскую премию.
- «Что-то связанное с вниманием» / Something to Do with Paying Attention (2022, посмертно)

### Сборники новелл
- Girl with curious hair (1989)
- Короткие интервью с подонками / Brief interviews with hideous men (1999) — в 2009 году был экранизирован[21] Джоном Красински
- Oblivion: Stories (2004)

### Эссе
- A supposedly fun thing I’ll never do again: essays and arguments (1997)
- Everything and more: a compact history of infinity (2003)
- Consider the lobster and other essays (2005)
- This is water: some thoughts, delivered on a significant occasion about living a compassionate life (2009)
- Both flesh and not: essays (2012)

### Интервью
- Lipsky D. Although of course you end up becoming yourself: a road trip with David Foster Wallace. New York: Broadway Books, 2010.
- Burn S. Conversations with David Foster Wallace. Jackson: University Press of Mississippi, 2012
- David Foster Wallace: the last interview and other conversations. Brooklyn: Melville House, 2012